# Dead Rising (film)
Pour le jeu vidéo, voir Dead Rising.
Série
Dead Rising: Endgame
(2016)
Pour plus de détails, voir Fiche technique et Distribution.
Dead Rising (Dead Rising: Watchtower) est un film d'action et d'horreur américain réalisé par Zach Lipovsky, sorti en 2015. Basé sur l'univers des zombies, ce long-métrage est inspiré du jeu vidéo intitulé Dead Rising créé par la société japonaise Capcom, distribué en 2006.

## Synopsis
Après une infection dans une ville, le reporter Chase Carter décide de s'y rendre et d’interviewer les personnes présentes dans les camps de décontamination. Mais un problème survient : le vaccin « ZOMBREX » n'a aucun effet. S'ensuit alors une survie effrénée pour notre reporter, accompagné de survivants croisés en chemin.

## Fiche technique
- Titre original : Dead Rising: Watchtower
- Titre français : Dead Rising
- Réalisation : Zach Lipovsky
- Scénario : Tim Carter, d'après le jeu vidéo Dead Rising créé par Capcom
- Direction artistique : Tony Devenyi
- Décors : Carlos Bolbrugge
- Costumes : Barbara Gregusova
- Photographie : Mahlon Todd Williams
- Montage : Mike Jackson
- Musique : Oleksa Lozowchuk
- Production : Tim Carter et Tomas Harlan
- Société de production : Legendary Digital Media, Contradiction Films, Di Bonaventura Pictures et Dead Rising Productions
- Sociétés de distribution : Crackle (États-Unis), Netflix (France)
- Pays d'origine : États-Unis
- Langue originale : anglais
- Format : couleur
- Genres : Action, horreur et science-ficiton
- Durée : 118 minutes
- Dates de diffusion :
  -  États-Unis : 27 mars 2015
  -  France : 15 juin 2015 (avant-première télévisée) ; 1er janvier 2016 sur Netflix
- Classification :
  - France : Interdit aux moins de 12 ans sur Netflix et aux moins de 16 ans à la télévision

## Distribution
- Jesse Metcalfe (VF : Benjamin Gasquet) : Chase Carter
- Meghan Ory : Crystal O'Rourke
- Virginia Madsen (VF : Martine Irzenski) : Maggie
- Dennis Haysbert (VF : Thierry Desroses) : le général Lyons
- Keegan Connor Tracy (VF : Léa Gabriele) : Jordan
- Aleks Paunovic (en) : Logan
- Gary Jones : Norton
- Carrie Genzel (en) : Susan Collier
- Rob Riggle : Frank West
- Reese Alexander (de) : Shearson
- Harley Morenstein (en) : Pyro
- Julia Benson : Amy
- Peter Benson (en) (VF : Adrien Solis) : Bruce
- C. Ernst Harth (en) : Bonzo

## Suite
Une suite au film, nommée "Dead Rising: Endgame", est sortie en 2016.

## Note
Dans l'entrepôt de ZOMBREX, on peut apercevoir un des pillards jouer au jeu vidéo Dead Rising.